# Micranurida anophthalmica
Micranurida anophthalmica är en urinsektsart som beskrevs av Stach 1949. Micranurida anophthalmica ingår i släktet Micranurida, och familjen Neanuridae. Arten är reproducerande i Sverige.